# Giancarlo Basili
Giancarlo Basili (Montefiore dell'Aso, 15 maggio 1952) è uno scenografo italiano.

## Biografia
Giancarlo Basili nasce a Montefiore dell'Aso (Ascoli Piceno) nel 1952.
Frequenta l'Istituto Statale d'Arte U. Preziotti di Fermo, poi il corso di scenografia dell‘Accademia delle Belle Arti di Bologna. Dal 1972 incomincia a lavorare come aiuto scenografo presso il Teatro comunale di Bologna, partecipando alla realizzazione di numerose opere liriche e teatrali, finché nel 1979 crea le scene per il balletto di Rudol'f Nureev “Miss Jolie” per il Teatro Nancy in Francia. Dal 1982 al 1988 collabora con il regista e scenografo Pier Luigi Pizzi. Nel 1985 gli viene affidata la direzione tecnico-scenografica del Teatro Festival di Parma. Nel 1986 lavora per il Centro Teatrale Bresciano. Nel 1988 diventa direttore degli allestimenti scenici del Teatro comunale di Bologna. Progetta le scenografie per numerosi video musicali con Lucio Dalla, Vasco Rossi, Luca Carboni, Jovanotti, Ron, Francesco Baccini. Nel 2010 progetta l'allestimento per il padiglione italiano per l'Expo 2010 di Shanghai. Affidato a lui anche l'allestimento del padiglione Zero di Expo 2015, a Milano dal 1º maggio al 31 ottobre.

### Carriera
Giancarlo Basili ha collaborato in molti film dopo  innumerevoli scenografie teatrali. Nel 1997 si aggiudica il primo Ciak D’Oro per la miglior scenografia del film Nirvana di Gabriele Salvatores, poi nel 2001 Luce dei miei occhi di Giuseppe Piccioni, nel 2002 Paz! di Renato De Maria e ancora nel 2008 Sanguepazzo di Marco Tullio Giordana. Nel 2006 riceve la nomination al Premio David di Donatello per il film Il caimano di Nanni Moretti. Nel 2007 la nomination al Nastro d'argento, sempre per Il caimano. Nel 2010 invece è premiato al Nastro d'argento alla migliore scenografia per il film L'uomo che verrà. Nel 2014 riceve il premio Dante Ferretti come miglior scenografo per il film L'intrepido, e sempre nel 2014 è ancora candidato al Premio David di Donatello per il film Anni felici di Daniele Luchetti. A livello internazionale, ha allestito le scenografie del film Copia conforme (2010), per la regia di Abbas Kiarostami. In alcuni dei film dove ha curato la scenografia, compare anche in piccolissime parti di pochi secondi come in Sud, Paz! e Il caimano.Dal 2017 al 2023 ha progettato le scenografie per la serie TV "L'Amica Geniale" progetto internazionale RAI-HBO. 

## Filmografia

### Cinema
- Gli occhi, la bocca, regia di Marco Bellocchio (1982)
- Dancing Paradise, regia di Pupi Avati (1982)
- Zeder, regia di Pupi Avati (1983)
- Una gita scolastica, regia di Pupi Avati e Antonio Avati (1983)
- Impiegati, regia di Pupi Avati (1984)
- Enrico IV, regia di Marco Bellocchio (1984)
- Noi tre, regia di Pupi Avati (1985)
- Notte italiana, regia di Carlo Mazzacurati (1987)
- Domani accadrà, regia di Daniele Luchetti (1988)
- Palombella rossa, regia di Nanni Moretti (1989)
- Il prete bello, regia di Carlo Mazzacurati (1989)
- La settimana della Sfinge, regia di Daniele Luchetti (1990)
- L'appassionata, regia di Gianfranco Mingozzi (1990)
- Il portaborse, regia di Daniele Luchetti (1991)
- Sud, regia di Gabriele Salvatores (1993)
- Strane storie - Racconti di fine secolo, regia di Sandro Baldoni (1994)
- La scuola, regia di Daniele Luchetti (1995)
- Jack Frusciante è uscito dal gruppo, regia di Enza Negroni (1996)
- Nirvana, regia di Gabriele Salvatores (1997)
- I piccoli maestri, regia di Daniele Luchetti (1998)
- Così ridevano, regia di Gianni Amelio (1998)
- Consigli per gli acquisti, regia di Sandro Baldoni (1999)
- Tartarughe dal becco d'ascia, regia di Antonio Syxty (2000)
- La stanza del figlio, regia di Nanni Moretti (2001)
- Luce dei miei occhi, regia di Giuseppe Piccioni (2001)
- Paz!, regia di Renato De Maria (2002)
- Io non ho paura, regia di Gabriele Salvatores (2003)
- Dillo con parole mie, regia di Daniele Luchetti (2003)
- L'amore ritrovato, regia di Carlo Mazzacurati (2004)
- Le chiavi di casa, regia di Gianni Amelio (2004)
- Quando sei nato non puoi più nasconderti, regia di Marco Tullio Giordana (2005)
- Amatemi, regia di Renato De Maria (2005)
- Il caimano, regia di Nanni Moretti (2006)
- La giusta distanza, regia di Carlo Mazzacurati (2007)
- Lascia perdere, Johnny!, regia di Fabrizio Bentivoglio (2007)
- Un giorno perfetto, regia di Ferzan Özpetek (2008)
- Sanguepazzo, regia di Marco Tullio Giordana (2008)
- L'uomo che verrà, regia di Giorgio Diritti (2009)
- La nostra vita, regia di Daniele Luchetti (2010)
- Copia conforme, regia di Abbas Kiarostami (2010)
- La passione, regia di Carlo Mazzacurati (2010)
- Romanzo di una strage, regia di Marco Tullio Giordana (2012)
- L'intrepido, regia di Gianni Amelio (2013)
- Anni felici, regia di Daniele Luchetti (2013)
- La sedia della felicità, regia di Carlo Mazzacurati (2013)
- La tenerezza, regia di Gianni Amelio (2017)
- Hammamet, regia di Gianni Amelio (2020)
- Lubo, regia di Giorgio Diritti (2023)

### Televisione
- L'Amica Geniale, regia di Saverio Costanzo - serie TV, 16 episodi (2018-2020)
- L'Amica Geniale, regia Daniele Luchetti - serie TV 8 episodi (2022)
- L'Amica Geniale, regia Laura Bispuri - serie TV, 10 episodi (2023)

## Premi e riconoscimenti
David di Donatello
- 1999 - Candidatura alla migliore scenografia per Così ridevano
- 2001 - Candidatura alla migliore scenografia per La stanza del figlio
- 2002 - Candidatura alla migliore scenografia per Paz!
- 2005 - Candidatura alla migliore scenografia per L'amore ritrovato
- 2006 -  Candidatura alla migliore scenografia per Il caimano
- 2009 - Candidatura alla migliore scenografia per Sanguepazzo
- 2010 - Candidatura alla migliore scenografia per L'uomo che verrà
- 2012 - Candidatura alla migliore scenografia per Romanzo di una strage
- 2014 - Candidatura alla migliore scenografia per Anni felici
- 2018 - Candidatura alla migliore scenografia per La tenerezza
- 2021 - Candidatura alla migliore scenografia per Hammamet

Nastro d'argento
- 1998 - Candidatura alla migliore scenografia per Nirvana
- 2002 - Candidatura alla migliore scenografia per Paz!
- 2005 - Candidatura alla migliore scenografia per L'amore ritrovato
- 2007 - Candidatura alla migliore scenografia per Il caimano
- 2009 - Candidatura alla migliore scenografia per Sanguepazzo
- 2010 - Migliore scenografia per L'uomo che verrà
- 2012 - Candidatura alla migliore scenografia per Romanzo di una strage
- 2014 - Candidatura alla migliore scenografia per Anni felici e L'intrepido

Ciak d'oro
- 1990 - Candidatura a migliore scenografia per Palombella rossa
- 1997 - Migliore scenografia per Nirvana[6]
- 2002 - Migliore scenografia per Paz! e Luce dei miei occhi[7]
- 2009 - Migliore scenografia per Sanguepazzo[8]
- 2012 - Candidatura alla migliore scenografia per Romanzo di una strage
- 2014 - Candidatura alla migliore scenografia per Anni felici